# Papilio laglaizei

Papilio laglaizei — вид денних метеликів з родини косатцеві (Papilionidae), ендемічний для Нової Гвінеї.

## Зовнішній вигляд і спосіб життя
Розмах крил — 75-90 мм. Самки більші за самців.
Імаго Papilio laglaizei демонструє значну схожість в забарвленням та формою крил з ураном Alcides agathyrsus, що розглядають як приклад мюллеровской мімікрії. Метелики обох видів неїстівні і часто літають разом над кронами дерев, причому вітрильників більше, ніж уран.
Великі чорно-помаранчеві гусениці харчуються рослинами з родини лаврових — коричник та літзой.

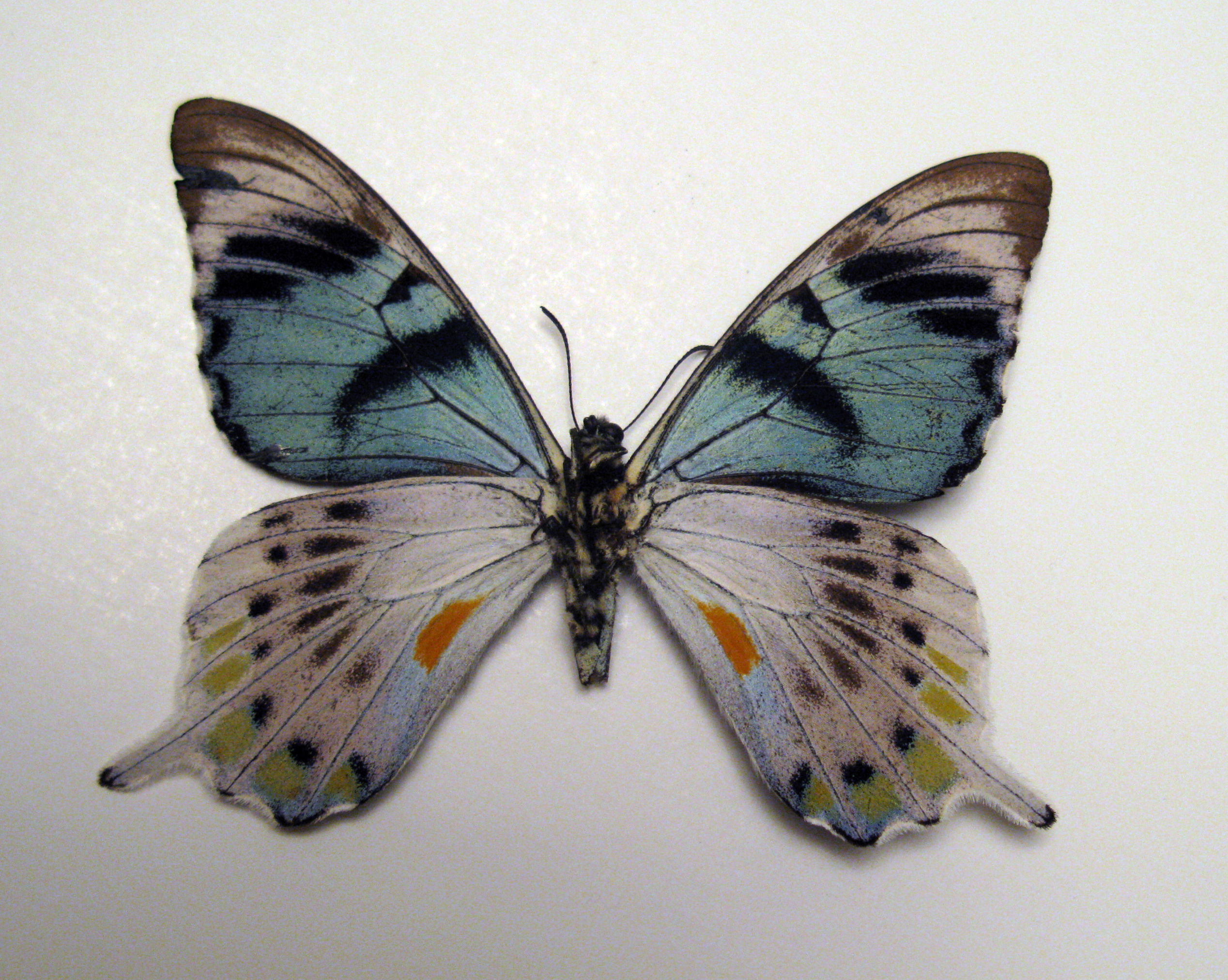
Вид імаго знизу